# Marasmius elegans
Marasmius elegans är en svampart. Den lever i eukalyptusskogar i Australien.